# 韋爾霍蘇爾卡
50°50′46″N 34°14′39″E / 50.84611°N 34.24417°E
韋爾霍蘇爾卡（烏克蘭語：Верхосулка）是位於烏克蘭東北部的村莊，由蘇梅州蘇梅區的米科拉伊夫卡镇级市镇負責管轄。該村處於蘇拉河右岸，分別距離蘇利斯凱1.5公里和科米尚卡4.5公里，海拔高度177米，2001年人口484。